# Власов, Николай Михайлович
Никола́й Миха́йлович Вла́сов (1891—1954) — советский учёный, военный ветеринар, генерал-лейтенант ветеринарной службы, начальник Военно-ветеринарной Академии Красной Армии (1944—1949). Один из организаторов и руководителей военно-ветеринарной службы Красной Армии.

## Биография
Родился в 1891 году в заштатном городе Починки Лукояновского уезда Нижегородской губернии в семье столяра. Окончил классы Нижегородской духовной семинарии и Казанский ветеринарный институт (1913).
В 1913—1918 годах участковый ветеринарный врач Нижегородского земства.
В сентябре 1918 года добровольно вступил в РККА, дивизионный ветеринарный врач 11-й стрелковой дивизии на Восточном фронте, затем начальник управления ветеринарной части Восточного фронта.
С 1919 году служил в Ветеринарном управлении РККА, с 1920 помощник, с 1926 по 1940 — заместитель начальника Ветеринарного управления.
В 1940—1944 годах начальник кафедры ветеринарной службы Ветеринарной академии РККА. 1 февраля 1943 года присвоено звание генерал-лейтенант ветеринарной службы.
В 1944—1949 годах — начальник Военно-ветеринарной академии (с 1948 года Военно-ветеринарный факультет при Московской ветеринарной академии).
Доцент, кандидат ветеринарных наук.
Награждён орденом Ленина, тремя орденами Красного Знамени и шестью медалями.
Умер в 1954 году в Москве. Похоронен на Донском кладбище.